# 보바인 적분
보바인 적분(Borwein integral)은 수학자 데이비드 보바인과 조너선 보바인이 2001년 발표한 특이한 속성을 가진 적분이다. 보바인 적분은 {\displaystyle \mathrm {sinc} (x)=\sin(x)/x}이고 {\displaystyle x=0}에서 극한값으로 {\displaystyle \mathrm {sinc} (0)=1}라고 정의하는 싱크함수의 변형형인 {\displaystyle \mathrm {sinc} (ax)} 함수의 적분의 계산이다.
보바인 적분은 같은 패턴을 보이는 적분값이 어느 순간 패턴이 깨지고 전혀 다른 값으로 나오는 예시 중 하나이다.

## 설명
싱크 함수의 양의 무한적분 값은 다음과 같다.
{\displaystyle \int _{0}^{\infty }{\frac {\sin(x)}{x}}\,dx={\frac {\pi }{2}}}
여기서, {\displaystyle \mathrm {sinc} (ax)}에 들어가는 a 값을 1, 3, 5 등 홀수로 늘려가며 이어나가 곱한 함수의 적분값을 구하면 다음과 같다.
{\displaystyle {\begin{aligned}&\int _{0}^{\infty }{\frac {\sin(x)}{x}}\,dx={\frac {\pi }{2}}\\[10pt]&\int _{0}^{\infty }{\frac {\sin(x)}{x}}{\frac {\sin(x/3)}{x/3}}\,dx={\frac {\pi }{2}}\\[10pt]&\int _{0}^{\infty }{\frac {\sin(x)}{x}}{\frac {\sin(x/3)}{x/3}}{\frac {\sin(x/5)}{x/5}}\,dx={\frac {\pi }{2}}\end{aligned}}}
이 함수의 적분값은 a를 13까지 늘렸을 때까지 일치한다.
{\displaystyle \int _{0}^{\infty }{\frac {\sin(x)}{x}}{\frac {\sin(x/3)}{x/3}}\cdots {\frac {\sin(x/13)}{x/13}}\,dx={\frac {\pi }{2}}.}
하지만, a값이 15를 넘어서게 되면 다음과 같이 패턴이 달라지게 된다.(OEIS의 수열 A068214)
{\displaystyle {\begin{aligned}\int _{0}^{\infty }{\frac {\sin(x)}{x}}{\frac {\sin(x/3)}{x/3}}\cdots {\frac {\sin(x/15)}{x/15}}\,dx&={\frac {467807924713440738696537864469}{935615849440640907310521750000}}~\pi \\[5pt]&={\frac {\pi }{2}}-{\frac {6879714958723010531}{935615849440640907310521750000}}~\pi \\[5pt]&\approx {\frac {\pi }{2}}-2.31\times 10^{-11}.\end{aligned}}}
일반적으로, 3, 5, 7…과 같이 붙은 a값의 역수들의 총 합이 1보다 작을 경우 적분값은 항상 ⁠π/2⁠이다. 위의 예시의 경우, ⁠1/3⁠ + ⁠1/5⁠ + … + ⁠1/13⁠ < 1,이지만 ⁠1/3⁠ + ⁠1/5⁠ + … + ⁠1/15⁠ > 1.로 15서부터는 1을 넘어서서 적분값이 달라진다.
싱크함수 앞에 {\displaystyle 2\cos(x)}를 곱하게 되면 더 오랫동안 패턴이 유지되는데,
{\displaystyle \int _{0}^{\infty }2\cos(x){\frac {\sin(x)}{x}}{\frac {\sin(x/3)}{x/3}}\cdots {\frac {\sin(x/111)}{x/111}}\,dx={\frac {\pi }{2}},}
하지만,
{\displaystyle \int _{0}^{\infty }2\cos(x){\frac {\sin(x)}{x}}{\frac {\sin(x/3)}{x/3}}\cdots {\frac {\sin(x/111)}{x/111}}{\frac {\sin(x/113)}{x/113}}\,dx<{\frac {\pi }{2}}.}
이다.
위의 경우에는 ⁠1/3⁠ + ⁠1/5⁠ + … + ⁠1/111⁠ < 2이지만 ⁠1/3⁠ + ⁠1/5⁠ + … + ⁠1/113⁠ > 2여서 위처럼 값이 어긋나게 되는 것이다.
원래 싱크함수의 적분값과 그의 확장형값이 같다가 어느 순간 값이 달라지는 이유는 직관적인 수학적 설명으로 증명되었다. 특히 인과관계 논리가 있는 무작위 행보 재규격화에서는 패턴이 깨지는 이유를 밝혀주며 여기에 여러 일반화까지 덧붙여진다.

## 일반화 공식과 증명
0이 아닌 실수 수열 {\displaystyle a_{0},a_{1},a_{2},\ldots }에서 위 싱크함수의 일반적인 무한적분 공식은 다음과 같다.
{\displaystyle \int _{0}^{\infty }\prod _{k=0}^{n}{\frac {\sin(a_{k}x)}{a_{k}x}}\,dx}
위 공식을 사용하러면 {\displaystyle a_{k}}까지의 합계를 알아야 한다. 만약 {\displaystyle \gamma =(\gamma _{1},\gamma _{2},\ldots ,\gamma _{n})\in \{\pm 1\}^{n}}에서 각각의 값이 {\displaystyle \pm 1}인 n-튜플이라면 위 식을 {\displaystyle a_{k}}까지의 교대급수인 {\displaystyle b_{\gamma }=a_{0}+\gamma _{1}a_{1}+\gamma _{2}a_{2}+\cdots +\gamma _{n}a_{n}}이라고 할 수 있고 우리는 {\displaystyle \varepsilon _{\gamma }=\gamma _{1}\gamma _{2}\cdots \gamma _{n}}라고 정의할 수 있으며 이 값은 {\displaystyle \pm 1}이다. 즉 푸리에 변환을 이용해 위 표기법으로 싱크함수의 무한적분을 정리하면 다음과 같다.
{\displaystyle \int _{0}^{\infty }\prod _{k=0}^{n}{\frac {\sin(a_{k}x)}{a_{k}x}}\,dx={\frac {\pi }{2a_{0}}}C_{n}}
여기서
{\displaystyle C_{n}={\frac {1}{2^{n}n!\prod _{k=1}^{n}a_{k}}}\sum _{\gamma \in \{\pm 1\}^{n}}\varepsilon _{\gamma }b_{\gamma }^{n}\operatorname {sgn}(b_{\gamma })}
이다. (sgn은 부호함수)
만약 {\displaystyle a_{0}>|a_{1}|+|a_{2}|+\cdots +|a_{n}|}이면 {\displaystyle \operatorname {sgn}(b_{\gamma })=\operatorname {sgn}(a_{0})}이므로 {\displaystyle C_{n}=1}가 된다.
또한 각각의 {\displaystyle k=0,\ldots ,n-1}에 대해 {\displaystyle 0<a_{n}<2a_{k}}이고 {\displaystyle a_{1}+a_{2}+\cdots +a_{n-1}<a_{0}<a_{1}+a_{2}+\cdots +a_{n-1}+a_{n}}인 {\displaystyle n}이 존재한다면 처음부터 {\displaystyle n}번째까지의 부분합이 {\displaystyle a_{0}}을 넘는 첫 {\displaystyle n}값이며 {\displaystyle k=0,\ldots ,n-1}까지는 {\displaystyle C_{k}=1}이지만
{\displaystyle C_{n}=1-{\frac {(a_{1}+a_{2}+\cdots +a_{n}-a_{0})^{n}}{2^{n-1}n!\prod _{k=1}^{n}a_{k}}}}
이 된다.
위의 설명 첫 예시를 예로 들면, {\displaystyle a_{k}={\frac {1}{2k+1}}}가 된다.
{\displaystyle n=7}에서 {\displaystyle a_{7}={\frac {1}{15}}}이며 {\displaystyle {\frac {1}{3}}+{\frac {1}{5}}+{\frac {1}{7}}+{\frac {1}{9}}+{\frac {1}{11}}+{\frac {1}{13}}\approx 0.955}이지만 n이 15가 될 경우 {\displaystyle {\frac {1}{3}}+{\frac {1}{5}}+{\frac {1}{7}}+{\frac {1}{9}}+{\frac {1}{11}}+{\frac {1}{13}}+{\frac {1}{15}}\approx 1.02} 즉 {\displaystyle a_{0}=1}를 넘게 되므로 13까지는
{\displaystyle \int _{0}^{\infty }{\frac {\sin(x)}{x}}{\frac {\sin(x/3)}{x/3}}\cdots {\frac {\sin(x/13)}{x/13}}\,dx={\frac {\pi }{2}}}
가 되지만, {\displaystyle n=15}에서
{\displaystyle {\begin{aligned}&\int _{0}^{\infty }{\frac {\sin(x)}{x}}{\frac {\sin(x/3)}{x/3}}\cdots {\frac {\sin(x/15)}{x/15}}\,dx\\[5pt]={}&{\frac {\pi }{2}}\left(1-{\frac {(3^{-1}+5^{-1}+7^{-1}+9^{-1}+11^{-1}+13^{-1}+15^{-1}-1)^{7}}{2^{6}\cdot 7!\cdot (1/3\cdot 1/5\cdot 1/7\cdot 1/9\cdot 1/11\cdot 1/13\cdot 1/15)}}\right)\end{aligned}}}
즉 위에서 나열한 값과 같다.